# 산탄총 목록
다음은 전 세계에서 만들어진 산탄총의 목록이다.
- DP-12
- AA-12
- DAO-12
- Fabarm SDASS Tactical
- FN SLP
- Franchi AL-48
- H&R 울트라슬러그 헌터
- KAC 마스터키
- KS-23
- MAG-7
- LAW-12
- RMB-93
- Scattergun Patrol
- SPAS-12
- SPAS-15
- SAS-12
- TOZ-194
- USAS-12
- 볼트로 PM-5
- Vepr 12
- M26 MASS
- 네오스테드 2000
- 노린코 HP9-1
- 레밍턴 M11-87
- 레밍턴 M11
- 레밍턴 M1100
- 레밍턴 M31
- 레밍턴 M870
- 모스버그 88
- 모스버그 500
- 모스버그 590
- 모스버그 매버릭
- 베넬리 M1 슈퍼 90
- 베넬리 M3 슈퍼 90
- 베넬리 M4 슈퍼 90 / Benelli M1014
- 베넬리 노바
- 베레타 1201FP
- 브라우닝 오토-5
- 브라우닝 Citori
- 사이가-12
- 이사카 37
- 윈체스터 M1897
- 윈체스터 M1887/1901
- 윈체스터 M1912
- 윈체스터 M21
- 윈체스터 800
- 윈터 SWATriplex-18
- 잭해머 산탄총
- 하이 스텐다드 M10
- 헤클러&코흐 CAWS
- 헤클러&코흐 FP6
- DB

## 같이 보기
- 권총 목록
- 소총 목록
- 기관단총 목록
- 기관총 목록